# 점유권

어느 집을 점유하고 있는 가족들. 그들이 이 집의 소유자인지 임차인인지, 아니면 그저 방문객인지는 관계없이 이 집을 점유하고 있는 것이다.

점유권(占有權)이란 물건에 대한 사실상의 지배에 부여되는 법적 지위를 말한다.
물건을 사실상 지배하고 있는 상태를 점유라 한다. 이러한 점유를 정당화시켜 주는 법률상의 권리(본권)가 있느냐 없느냐를 묻지 않고서 그 사실적 지배상태를 보호하는 것이 점유제도이다. 따라서 점유는 물건에 대한 사실적 지배로서 물건을 법률상으로 지배할 수 있는 본권과 구별된다. 예컨대, A가 어떤 물건을 가지고 있을 경우 A의 그 물건에 대한 점유는, (가) 소유자로서 가지고 있는 경우(소유자로서의 점유), (나) 다른 사람으로부터 빌려서 가지고 있는 경우(임차인으로서의 점유), (다) 타인으로부터 그 보관을 부탁받아 가지고 있는 경우(수치인으로서의 점유), (라) 훔쳐서 가지고 있는 경우(도인(盜人)으로서의 점유) 등 여러가지가 있을 수 있다. 이 모든 경우에 점유의 원인을 묻지 않고 A의 그러한 사실적 지배상태를 일단 시인하고, 그 사실적 지배상태를 법적으로 보호하려는 것이 점유제도의 취지이다.

## 점유

### 점유제도의 유래
점유보호청구권, 점유권에 기인한 소를 본권에 기인한 소와 독립된 것으로 보는 것, 점유자의 과실수취권, 비용상환청구권 등은 로마법의 possessio에서 유래한 것이고, 점유자의 권리추정력, 선의취득, 간접점유의 인정, 자력구제권 등은 게르만법의 Gewere에서 유래된 것이다.

### 관련 민법 조문
민법 제192조 (점유권의 취득과 소멸) ①물건을 사실상 지배하는 자는 점유권이 있다.
②점유자가 물건에 대한 사실상의 지배를 상실한 때에는 점유권이 소멸한다. 그러나 제204조의 규정에 의하여 점유를 회수한 때에는 그러하지 아니하다.

### 점유보조자
점유보조자(占有補助者)란 가사상·영업상 기타 유사한 관계에 의하여 타인 점유주의 지시를 받아 물건에 대한 사실상의 지배를 하는 자를 뜻한다. 대한민국 민법 195조에 규정되어 있다. 점유보조자는 점유자로 인정되지 않는데, 그 이유는 그에게 점유권을 주어 보호할 만한 이익이 적고 이를 보호할 경우 점유질서에 혼란이 오기 때문이다.

## 점유의 종류

### 자주점유·타주점유
"소유의 의사"를 가지고서 하는 점유가 자주(自主)점유이고, 그 이외의 점유가 타주(他主)점유이다. 여기서 소유의 의사는 소유자로서 사실상 점유하려는 의사를 말하며, 반드시 소유권이 있다고 믿고서 하는 점유를 의미하는 것은 아니다.

### 선의점유·악의점유
선의점유:본권이 없음에도 본권이  있다고 오신해서 하는 점유
악의점유:본권이 없음을 알면서 또는 그에 대해서 의심하면서 하는 점유 (예)도둑
선의 점유의 추정:선의 악의가 명확하지 않은  경우에는 선의로 추정된다. 다만 본권에 관한 소에서 패소한 때에는 소 제기시부터 악의의 점유자로 본다.
<판례>점유자는 선의로 점유한 것으로 추정되고 ,권원없는 점유있음이 밝혀졌다고 하여 곧 그 동안에 대한 선의의 추정이 깨어졌다고 볼 것은 아니다.

## 점유권의 취득과 소멸
상속에 의하여 점유권을 취득한 경우에는 상속인이 새로운 권원에 의하여 자기 고유의 점유를 시작하지 않는 한 피상속인의 점유를 떠나 자기만의 점유를 주장할 수 없고, 또 선대의 점유가 타주점유인 경우 선대로부터 상속에 의하여 점유를 승계한 자의 점유도 그 성질 내지 태양을 달리하는 것이 아니어서 특별한 사정이 없는 한 그 점유가 자주점유로 될 수 없고, 그 점유가 자주점유가 되기 위하여는 점유자가 소유자에 대하여 소유의 의사가 있는 것을 표시하거나 새로운 권원에 의하여 다시 소유의 의사로써 점유를 시작하여야 한다. 점유의 성질(자주, 타주)에 대해서 통설과 판례가 그대로 승계된다고 하나, 하자(선의, 악의, 과실 등)에 대해서는 판례는 그대로 승계된다고 하는 반면, 학설은 그 승계를 부정한다.

## 점유권의 효력

### 점유자와 회복자의 관계

#### 점유와 선의취득
선의의 점유자는 점유물의 과실을 취득할 권리가 있다.(제201조 제1항)  민법 제201조 제1항에 의하면 선의의 점유자는 점유물의 과실을 취득한다고 규정하고 있고, 한편 토지를 사용함으로써 얻는 이득은 그 토지로 인한 과실과 동시(同視)할 것이므로 선의의 점유자는 비록 법률상 원인없이 타인의 토지를 점유사용하고 이로 말미암아 그에게 손해를 입혔다 하더라도 그 점유사용으로 인한 이득을 그 타인에게 반환할 의무는 없다.

## 같이 보기
- 준점유